# Morehead
Morehead is een plaats (city) in de Amerikaanse staat Kentucky, en valt bestuurlijk gezien onder Rowan County.

## Demografie
Bij de volkstelling in 2000 werd het aantal inwoners vastgesteld op 5914.
In 2006 is het aantal inwoners door het United States Census Bureau geschat op 7578, een stijging van 1664 (28.1%).

## Geografie
Volgens het United States Census Bureau beslaat de plaats een oppervlakte van
24,0 km², waarvan 23,9 km² land en 0,1 km² water. Morehead ligt op ongeveer 232 m boven zeeniveau.

## Plaatsen in de nabije omgeving
De onderstaande figuur toont nabijgelegen plaatsen in een straal van 32 km rond Morehead.